# New Hampshire (Ohio)
New Hampshire es un lugar designado por el censo ubicado en el condado de Auglaize en el estado estadounidense de Ohio. En el Censo de 2010 tenía una población de 174 habitantes y una densidad poblacional de 110,13 personas por km².

## Geografía
New Hampshire se encuentra ubicado en las coordenadas 40°33′14″N 83°57′12″O / 40.55389, -83.95333. Según la Oficina del Censo de los Estados Unidos, New Hampshire tiene una superficie total de 1.58 km², de la cual 1.58 km² corresponden a tierra firme y (0%) 0 km² es agua.

## Demografía
Según el censo de 2010, había 174 personas residiendo en New Hampshire. La densidad de población era de 110,13 hab./km². De los 174 habitantes, New Hampshire estaba compuesto por el 100% blancos, el 0% eran afroamericanos, el 0% eran amerindios, el 0% eran asiáticos, el 0% eran isleños del Pacífico, el 0% eran de otras razas y el 0% pertenecían a dos o más razas. Del total de la población el 0% eran hispanos o latinos de cualquier raza.